# Нация Яхве
Нация Яхве — политическое и религиозное движение афроамериканцев, основанное в 1979 году в Майами, штат Флорида, Хулоном Митчеллом-младшим, более известным как «Яхве Бен Яхве». Религиозное движение является афроамериканским ответвлением израильского религиозного движения «черные евреи». Вероучение «Нации яхве» сильно отличается от традиционного иудаизма, хотя основано на его ценностях. Основная цель организации — перемещение афроамериканцев, которые, по его мнению, являются первыми израильтянами на их историческую родину — в Израиль. Яхве бен Яхве, ставший духовным лидером организации, впоследствии провозгласил себя новоявленным мессией. Несмотря на то, что члены движения отождествляли себя с евреями, их убеждения радикально отличались от убеждений других религиозных групп чёрных евреев. В 1980-х Яхве Бен Яхве и ряд его сторонников были вовлечены в ряд коррумпированных скандалов и столкнулись с обвинениями в чёрном расизме и создании террористического культа, ответственного за серию убийств, совершённых на территории Майами по мотивам расовой и религиозной ненависти.
Нация Яхве имеет официальный сайт, но не публикует официальную информацию о количестве своих членов. Тем не менее, известно, что абсолютное большинство членов «Нации Яхве» находятся в 1300 городах США, существуют также небольшие общества в 16 других странах.

## Критика
Весь период существования движение постоянно подвергалось критике различными правозащитными организациями. Американская правовая и правозащитная организация «Southern Poverty Law Center» на основании собственного расследования раскритиковала убеждения «Нации Яхве» как расистские, несущие в себе идеологию превосходства негроидов над европеиодами. Представители организации обвинили духовного лидера движения Яхве Бен Яхве в лжемессианстве, во взглядах, аналогичных взглядам таких движений, как «Христианская идентичность» и «Белое арийское сопротивление», а также в моральном и физическом насилии по отношению к инакомыслящим. «Антидиффамационная лига» также подвергла критике убеждения «Нации Яхве» и обвинила её представителей совместно с представителями других сект чёрных евреев, таких как «Ивриим из Димоны», в разжигании межнациональной розни по отношению к белым евреям из-за своих религиозных убеждений, согласно которым белые евреи не имеют отношения к историческому иудаизму, который на самом деле имеет африканские корни.

## 1980-е — 1990-е годы
За счет пожертвований и других источников дохода Яхве Бен Яхве в начале 1980-х создал компанию «Temple of Love Inc.» и начал активно заниматься бизнесом, благодаря чему к 1986 году «Нация Яхве» владела обширным списком недвижимости, куда входили предприятия, отели, рестораны, кафе, жилые дома и торгово-развлекательные центры, приносящие в качестве дохода несколько миллионов долларов в год. Несмотря на то, что Яхве Бен Яхве занимался благотворительностью и меценатством для повышения социального благополучия чернокожих, проживающих в социально-неблагополучных районах Майами, в 1986 году он столкнулся с обвинениями в организации и совершении серьёзных преступлений, таких как рэкет, вымогательство и убийство, после ареста одного из членов движения, 31-летнего Роберта Розье, который признался в совершении 7 убийств по приказу Яхве Бен Яхве в качестве акта возмездия за проявление критики и агрессии представителями белого населения по отношению к членам «Нации Яхве» и за проявление инакомыслия.
Впоследствии на основании различных доказательств были арестованы 13 членов «Нация Яхве», в том числе и «Яхве Бен Яхве», которые в 1992 году были признаны виновными в организации 14 убийств и ряда других, менее серьёзных, преступлений начиная с 1981 года и получили в качестве наказания различные сроки лишения свободы.

## 2000-е — 2010-е годы
После ареста и осуждения Яхве Бен Яхве его религиозная организация пришла в полный упадок. Некогда процветающая «Нация Яхве» потеряла большую часть своей недвижимости, популярность и большинство своих последователей, которые отреклись от убеждений своего духовного лидера, в связи с чем руководители движения вынуждены были покинуть Майами, оставив ряд зданий, в том числе штаб-квартиру, заброшенными и неэксплуатируемыми. Тем не менее, даже после смерти Яхве Бен Яхве в 2007 году «Нация Яхве» всё ещё продолжает свою активность. Наиболее известным членом религиозного движения в последние годы является политик Майкл Симонетте. В 2012 году на праймериз Республиканской партии, которые должны были определить кандидата на президентских выборах 2012 года, он выступил перед аудиторией Рика Санторума с критикой Демократической партии. На президентских выборах 2016 года он позиционировал себя как явного сторонника внутренней и внешней политики Дональда Трампа, неизменно появляясь на его митингах с баннерами в его поддержку.